# Kotel (toplotna naprava)
Kotel je toplotna naprava, v kateri se kemična notranja energija spreminja v kalorično notranjo energijo ogrevalne snovi, običajno vode. Običajno je kotel mišljen kot naprava pri kateri pride do fazne spremembe ogrevalne snovi - vode, ki spremeni fazo iz kapljevite v plinasto, ta tip imenujemo parni kotel. V slovenščini ločimo še kotle, ki ne proizvajajo pare to so: toplovodni, vrelovodni in vročevodni, uporabljajo se pri pripravi sanitarne vode, centralnem ogrevanju in daljinskem ogrevanju.

## Delitev kotlov
- Toplovodni kotel je naprava, ki vodo ogreje do 100 °C.
- Vrelovodni kotel je naprava, pri kateri voda doseže 100 °C.
- Vročevodni kotel je naprava, pri kateri vodo segrejemo nad 100 °C uporablja se za kotlarne.
- Parni kotel je naprava, ki proizvaja paro višjega tlaka kakor je atmosferski, v tej napravi pride do fazne spremembe kapljevine v plin. Produkt je vodna para, ki se uporablja zunaj naprave v parnih strojih (batni parni stroj ali parna turbina) za opravljanje mehanskega dela ali pa direktno za tehnološke procese v različnih industrijskih napravah ter tudi za ogrevanje prostorov. Delimo jih v 2 skupine.
  - Mnogovodni kotel (tudi dimnocevni) je naprava v obliki valjastega bobna, ima razmeroma veliko vsebnost vode v sistemu, porablja se za manjše industrijske enote.
  - Vodocevni kotel je naprava sestavljena iz sistema cevi, komor in bobna. Vsebnost vode v sistemu je majhna. Posluževanje je zelo zahtevno in občutljivo. Uporabljamo jih za srednje in največje enote v toplarnah in termoelektrarnah.

## Izkoristek parnega kotla
Izkoristek kotla je razmerje med toplotno močjo kotla in toplotno močjo goriva.